# Bullhead
Bullhead (arikara: hukospaáxuʾ, (lakota: íŋyaŋ čhúŋkaške "fort de pedra") és una concentració de població designada pel cens dels Estats Units a l'estat de Dakota del Sud. Segons el cens del 2000 tenia 308 habitants.

## Demografia
Segons el cens del 2000, Bullhead tenia 308 habitants, 67 habitatges, i 55 famílies. La densitat de població era de 39,5 habitants per km².
Dels 67 habitatges en un 55,2% hi vivien nens de menys de 18 anys, en un 32,8% hi vivien parelles casades, en un 34,3% dones solteres, i en un 17,9% no eren unitats familiars. En el 13,4% dels habitatges hi vivien persones soles l'1,5% de les quals corresponia a persones de 65 anys o més que vivien soles. El nombre mitjà de persones vivint en cada habitatge era de 4,6 i el nombre mitjà de persones que vivien en cada família era de 5.
Per edats la població es repartia de la següent manera: un 44,8% tenia menys de 18 anys, un 15,3% entre 18 i 24, un 22,4% entre 25 i 44, un 13,3% de 45 a 60 i un 4,2% 65 anys o més.
L'edat mediana era de 20 anys. Per cada 100 dones de 18 o més anys hi havia 102,4 homes.
La renda mediana per habitatge era de 14.000 $ i la renda mediana per família de 18.000 $. Els homes tenien una renda mediana de 14.500 $ mentre que les dones 18.333 $. La renda per capita de la població era de 4.029 $. Entorn del 44,8% de les famílies i el 46,5% de la població estaven per davall del llindar de pobresa.

## Poblacions més properes
El següent diagrama mostra les poblacions més properes.